# Vukašin Đurđević
Vukašin Đurđević, in serbo Вукашин Ђурђевић? (Belgrado, 24 gennaio 2004), è un calciatore serbo, difensore del Partizan.

## Carriera

### Club
Cresciuto nel settore giovanile del Rad Belgrado, ha debuttato in prima squadra il 28 agosto 2021 nell'incontro di seconda divisione serba pareggiato 1-1 contro lo Žarkovo. Nel gennaio del 2023 è stato acquistato dal Voždovac, club di prima divisione, ed il 12 marzo ha debuttato in questa categoria nella trasferta vinta 3-2 contro il Radnički Niš trovando subito la via del gol. La stagione successiva è stato stabilmente promosso in prima squadra, dove si è ritagliato un posto nella formazione titolare.
Il 15 luglio 2024 è stato acquistato a titolo definitivo dal Partizan.

### Nazionale
Ha giocato con le nazionali giovanili serbe Under-19 ed Under-21.

## Statistiche

### Presenze e reti nei club
Statistiche aggiornate al 6 giugno 2025.
| Stagione            | Squadra             | Campionato          | Campionato | Campionato | Coppe nazionali | Coppe nazionali | Coppe nazionali | Coppe continentali | Coppe continentali | Coppe continentali | Altre coppe | Altre coppe | Altre coppe | Totale | Totale | Totale |
| Stagione            | Squadra             | Comp                | Pres       | Reti       | Comp            | Pres            | Reti            | Comp               | Pres               | Reti               | Comp        | Pres        | Reti        | Pres   | Reti   |        |
| ------------------- | ------------------- | ------------------- | ---------- | ---------- | --------------- | --------------- | --------------- | ------------------ | ------------------ | ------------------ | ----------- | ----------- | ----------- | ------ | ------ | ------ |
| 2021-2022           | Rad Belgrado        | 1L                  | 20         | 0          | CS              | 2               | 0               | -                  | -                  | -                  | -           | -           | -           | 22     | 0      |        |
| 2022-gen. 2023      | Rad Belgrado        | 1L                  | 10         | 0          | CS              | 1               | 0               | -                  | -                  | -                  | -           | -           | -           | 11     | 0      |        |
| Totale Rad Belgrado | Totale Rad Belgrado | Totale Rad Belgrado | 30         | 1          |                 | 3               | 0               |                    | -                  | -                  |             | -           | -           | 33     | 0      |        |
| gen.-giu. 2023      | Voždovac            | SL                  | 1          | 0          | CS              | 0               | 0               | -                  | -                  | -                  | -           | -           | -           | 1      | 0      |        |
| 2023-2024           | Voždovac            | SL                  | 33         | 1          | CS              | 3               | 0               | -                  | -                  | -                  | -           | -           | -           | 36     | 1      |        |
| Totale Voždovac     | Totale Voždovac     | Totale Voždovac     | 34         | 1          |                 | 3               | 0               |                    | -                  | -                  |             | -           | -           | 37     | 1      |        |
| 2024-2025           | Partizan            | SL                  | 12         | 0          | CS              | 0               | 0               | UCL+UEL            | 0                  | 0                  | -           | -           | -           | 12     | 0      |        |
| Totale carriera     | Totale carriera     | Totale carriera     | 76         | 2          |                 | 6               | 0               |                    | 0                  | 0                  |             | -           | -           | 82     | 2      |        |